# جن بوکسکفسکی
جن بوکسکفسکی (انگلیسی: Jen Buczkowski؛ زادهٔ ۴ آوریل ۱۹۸۵) بازیکن فوتبال اهل ایالات متحده آمریکا است.
از باشگاه‌هایی که در آن بازی کرده‌است می‌توان به اسکای بلو اف‌سی، باشگاه فوتبال فیلادلفیا ایندپندنس، شیکاگو رد استارز، و اف سی کانزاس سیتی اشاره کرد.
وی همچنین در تیم‌های ملی فوتبال United States women's national under-20 soccer team، زیر ۲۳ سال زنان ایالات متحده آمریکا، و زیر ۲۳ سال زنان ایالات متحده آمریکا، بازی کرده‌است.